# جسم مخطط
الجسم المخطط، والمعروف أيضا باسم الجسم المخطط الحديث أو النواة المخططية ، هو جزء من تحت القشرية للالدماغ الأمامي. يستقبل المدخلات من القشرة المخية وهي المدخلات الأولية إلى نظام العقد القاعدية. في جميع الثدييات، و  تنقسم من قبل المادة البيضاء. الجهاز يسمى «المخطط الظهري» الكبسولة الداخلية التي تنقسم إلى قطاعين تسمى نواة المذنبة والبطامة. والمخطط البطني يتكون من النواة المتكئة، الحديبة الشمية.
نجد ان المخ هو جهاز داخل الدماغ فهو ينقسم إلى قسمن: القسم الأول يمثل «نصف الكرة المخية الأيمن»، والقسم الثانى يمثل «نصف الكرة المخية الأيسر». يوجد في كل نصف كرة مخية بطين جانبي ويصل بين نصفي الكرة المخية الجسم الثفني ومثلث المخ، كما يوجد تحت البطين الجانبي الجسم المخطط والسريران البصريان 

## البنية التشكيلية
الخلية العصبية: هي الوحدة البنائية للجهاز العصبي وتتركب من جسم الخلية ومجموعة من الزوائد الطرفية (الشجيرات) بالإضافة إلى محور الخلية.

### أنواع الخلايا
طبقا لطبيعة الوظائف التي تقوم بها الخلايا العصبية يمكن تقسيمها تشريحياً وبالتالي وظيفياً الجسم المخطط هو غير متجانس من حيث مكونات الخلايا العصبية الجسم المخطط يوجد منطقة في منتصف الدماغ هو الذي يحرك مسار الدوبامين إلى الفص الجبهى في المخ ووظيفة الدوبامين هي تنظيم التحكم في الأنفعالات وحركات المعدة.
- الخلايا العصبية الشوكية هي الخلايا العصبية الرئيسية في الجسم المخطط. وبالتالي، فإنها تصنف تلك الخلايا العصبية المثبطة. تبعا للأنواع، تتكون من الخلايا العصبية الشوكية التي تظهر ٪90-95٪ من مجموع الخلايا العصبية.
- الكوليني الخلايا بين العصبية تتطلق هذة الخلايا أستيل كولين، الذي لديه مجموعة متنوعة من الآثار الهامة على الجسم المخطط في الإنسان، الثدييات غير البشرية، والقوارض. هذه الخلايا بين العصبية تستجيب لأبرز المحفزات البيئية مع الاستجابات النمطية التي تتماشى زمنيا مع ردود الخلايا العصبية للدوبامين المادة الرمادية.[4][5] الخلايا العصبية المشتركة الكولينية الكبيرة تتأثر نفسها بالدوبامين عن طريق مستقبلات الدوبامين D5[6]
- وهناك أنواع عديدة من الخلايا العصبية المشتركة تحمل حمض الغاما-أمينوبيوتيريك.[3]

### التقسيمات التشريحية

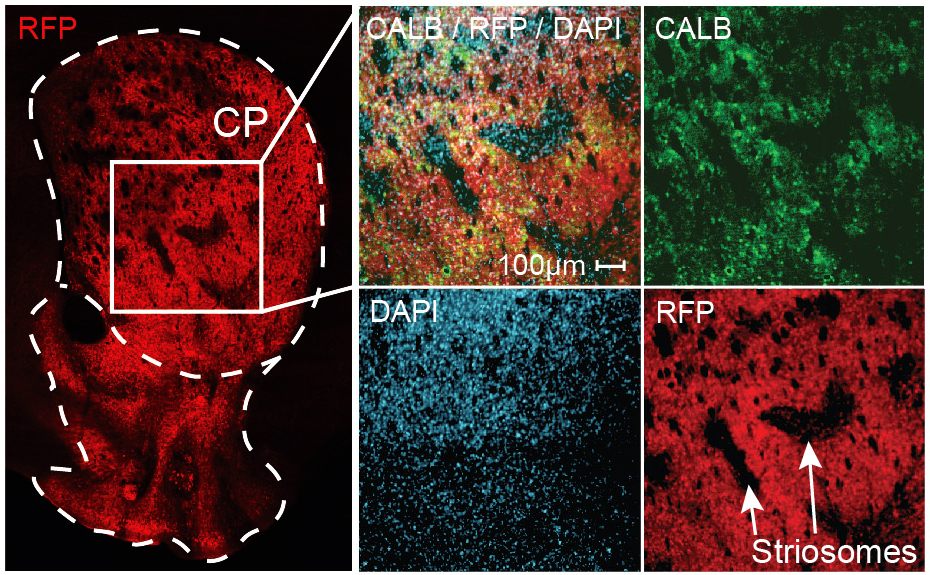
'مصفوفة ومقصورات استريسوم:' مقطع صورة مجهرية فلورية في مخ الفأر الاكليلية، تخترق المخطط (البطامة(بنية تشريحية عصبية) المذنبة، CP). وهنا كشفت المصفوفة تقسيم / الاستريسوم بواسطة المناعية المزدوجة (كالبيندين، CALB؛ الأخضر) والمعدلة وراثيا (أحمر البروتين الفلوري، RFP، الأحمر) توسيم مقصورة المصفوفة، وذلك باستخدام مصفوفة محددة خط Cre- الفأر Gpr101-Cre-. البقع غير المسماة تمثل استريوسومات.

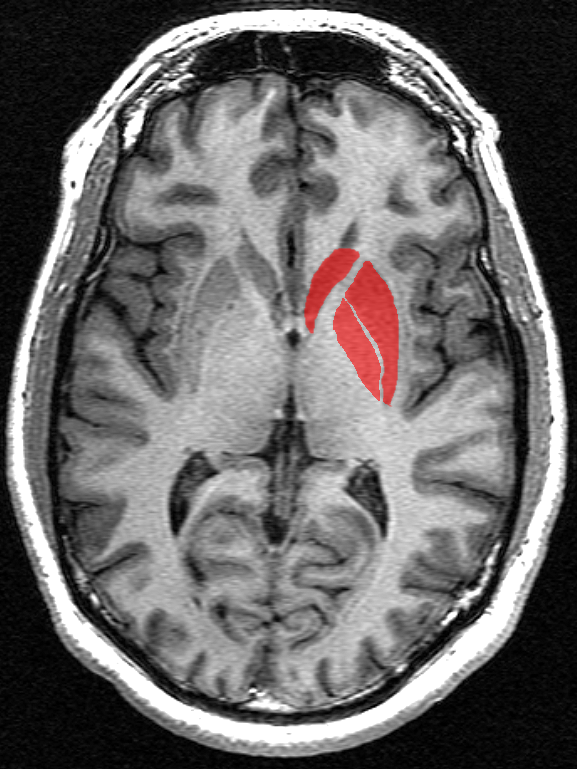
. هذا هو المقطع العرضي في المخطط الهيكلي من صورة MR. المخطط، باللون الأحمر، يتضمن النواة المذنبة (لأعلى)، والبطامة (إلى اليمين)، ويشمل المصطلح الجسم المخطط أي «جسم»، والكرة الشاحبة (أسفل اليسار).

## اتصالات الجسم المخطط
1- ألياف واردة Afferent Fibers:
أ. ألياف قشريّة مخططيّة Corticostriate Fibers: من القشرة المخيّة Cerebral Cortex إلى الجسم المخطط Corpus Striatus، وتحرر نهاياتها الغلوتامات Glutamate كناقل عصبي.
ب. ألياف سوداء مخططيّة Negrostriate Fibers: من المادة السوداء Substanstia Negra في جذع الدماغ إلى الجسم المخطط Corpus Striatus، تحرر نهاياتها الدوبامين Dupamine كناقل عصبي.
جـ. ألياف جذعيّة مخططيّة Brainstem Striat Fibers: من نوى رافيه Raphe Nuclei في جذع الدماغ إلى الجسم المخطط Corpus Striatus، تحرر نهاياتها السيروتونين Serotonine كناقل عصبي.
ء. ألياف مهاديّة مخططيّة Thalamostriate Fibers: من النواة المهاديّة المركزيّة الإنسيّة في المهاد Thalamus إلى الجسم المخطط Corpus Striatus.
2- ألياف صادرة Efferent Fibers:
أ. ألياف مخططيّة سوداء Striatonegral Fibers: من الجسم المخطط Corpus Striatus إلى المادة السوداء Substantia Negra في جذع الدماغ، تحرر نهايات بعض الألياف Substance P كناقل عصبي، والبعض الآخر يحرر من نهاياته Ach وGABA كنواقل عصبيّة.
ب. ألياف مخططيّة شاحبة Striatopallidal Fibers: من الجسم المخطط Corpus Striatus إلى الجسم الشاحب Globus Palladus في النواة العدسيّة Lenticular Nucleus، تحرر نهايتها GABA كنواقل عصبيّة.